# 911 (utwór)
911 – utwór muzyczny amerykańskiej piosenkarki i autorki tekstów Lady Gagi, który został nagrany w ramach szóstego albumu studyjnego piosenkarki – Chromatica. Jest to ósma piosenka z listy utworów albumu i jest poprzedzona aranżacją smyczkową „Chromatica II”. 18 września 2020 roku piosenka ta została wydana jako trzeci singel promujący Chromaticę. Kompozycja została napisana przez Gagę, Justina Trantera oraz producentów piosenki: BloodPopa i Madeona. Jest to utwór Euro disco, synth- i electro-popowy z elementami gatunków funk i techno. Słowa piosenki opisują okres, kiedy piosenkarka zażywała leki przeciwpsychotyczne.
Wielu krytyków nazwało ten utwór jako jeden z najlepszych w całym albumie, chwaląc zarówno tekst i produkcję. Gładkie przejście z „Chromatici II” do „911” zostało również wspomniane jako atut, a samo przejście stało się internetowym memem. Teledysk wyreżyserowany przez Tarsema Singha został opublikowany 18 września 2020 roku. Klip był znacznie zainspirowany sowieckim filmem Barwy granatu wyreżyserowanym przez armeńskiego reżysera Siergieja Paradżanowa. Gaga wykonała ten utwór, wraz z aranżacją poprzedzającą go, jako pierwszy utwór z medley, którą wykonała podczas ceremonii rozdania nagród Video Music Awards.

## Geneza i wydanie

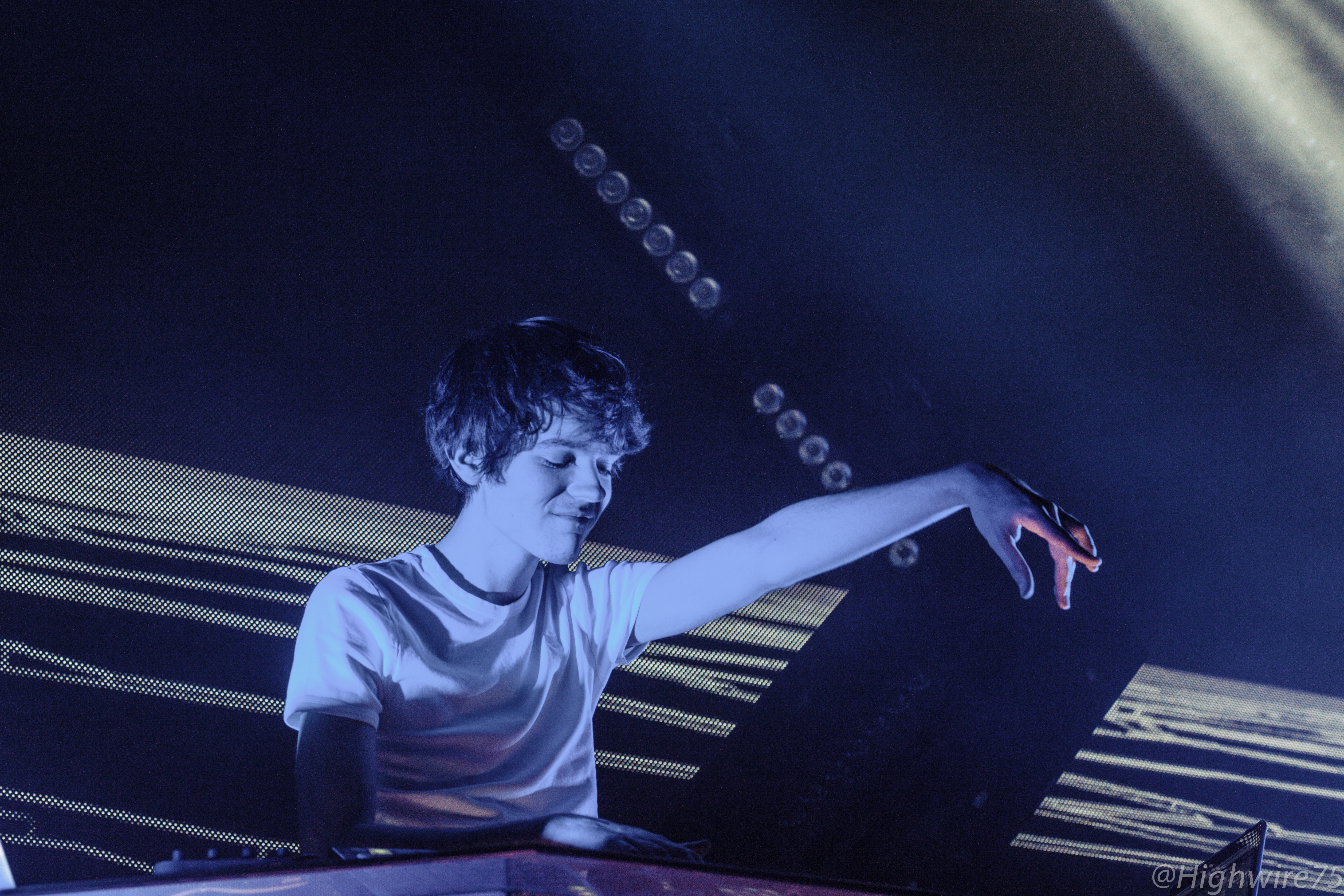
Madeon był jednym z producentów „911” i pracował wcześniej z piosenkarką nad trzema piosenkami z Artpopu.

„911” jest o tym jak Gaga czuła się z kuracją lekami przeciwpsychotycznymi oraz olanzapiną. Artystka powiedziała: „[Piosenka] jest o neuroleptykach, które zażywam. I to jest przez to, że nie umiem zawsze kontrolować decyzji, które podejmuje mój mózg. Wiem o tym. I musiałam podjąć się tej kuracji, aby zatrzymać ten proces”. BloodPop wyjaśnił dogłębniej:

[Kuracja] nie jest zabawnym tematem do rozmowy dla większości ludzi, ale jest to duża część dzisiejszego życia dla tych, którzy jej potrzebują. To jest jej prawda, więc ona [Gaga] chciała o tym napisać, nawet wiedząc, że będzie to dla niej bolesne, aby poruszyć o tym. [«911»] uderzyło mnie szczególnie mocno, bo w tamtym czasie musiałem iść na kurację mojego zaburzenia obsesyjno-kompulsywnego i depresji po raz pierwszy w moim życiu.

W wywiadzie dla „Rolling Stone” BloodPop potwierdził, że Gaga podczas nagrywania piosenki uparła się, żeby studio było praktycznie zaciemnione oraz założyła perukę, żeby poczuć się jak ktoś inny, bo chciała „przeżyć znowu to wszystko, o czym śpiewała w piosence”. Współautor i producent Madeon dodał, że oni chcieli utrzymać produkcję cichą, gdyż „jest tyle życia i impakty w tych słowach, że chcesz im dać oddychać. Nie trzeba ich topić”.
17 września 2020 roku Gaga zretweetowała swój wpis z 2013 roku, w którym było napisane „SYTUACJA AWARYJNA W MUZYCE POP JEST W TOKU 911”. Następnego dnia teledysk do „911” został opublikowany. 25 września piosenka została wydana w formacie contemporary hit radio we Włoszech. 4 grudnia zostały opublikowane remiksy utworu stworzone przez Weissa, Bruna Martiniego oraz Sofi Tukker. Remiks Sofi Tukker trafił do holenderskich rozgłośni radiowych tego samego dnia. Madeon wydał swój remiks „911” w DJ Mix-ie NYE 2021 wydanym ekskluzywnie w Apple Music 23 grudnia.

## Kompozycja
„911” jest głównie piosenką euro disco. Tak jak w większości utworów zespołu Daft Punk, Gaga użyła monotonicznych, robotycznych wokali nad syntezatorami, wraz z „mocnym” refrenem w techno-funkowym rytmie. Leah Greenblatt z „Entertainment Weekly” porównała piosenkę do pracy francuskiego duetu Daft Punk, a Nick Smith z „musicOMH” zauważył podobieństwo z piosenką Kylie Minogue „Speakerphone” z jej dziesiątego albumu X.
Nolan Feeney z magazynu „Billboard” określił „911” jako „piosenkę o tym, kiedy twój mózg i twoje ciało są w wojnie ze sobą”. Przez obie zwrotki Gaga opisuje, jak jej choroba psychiczna bezpośrednio wpłynęła na świat wokół niej. W refrenie artystka w pełni akceptuje i uświadamia sobie chorobę, śpiewając o tym, że jej największym wrogiem jest tak naprawdę ona sama. Linie „Nie widzę, jak płaczę/Nie zobaczę, jak płaczę nigdy więcej/Nie widzę, jak płaczę/Nie zobaczę, jak płaczę/To jest koniec” są nawiązaniem do zmniejszonych emocjonalnym odpowiedzi, co jest skutkiem ubocznym jej kuracji. W refrenie piosenkarka w pełni uświadamia sobie i akceptuje swoją chorobę psychiczną oraz przyznaje jej zależność od neuroleptyków, które pomagają jej w przeżyciu, mówi o tym linia „Moim największym wrogiem jestem ja / Dzwoń na 911”.

### Chromatica II
„911” jest jedną z trzech piosenek w albumie, które są poprzedzone przez aranżację smyczkową, która łączy się z następnym utworem, gdyż Gaga chciała zapewnić „filmowe” doznania podczas słuchania tego albumu i czuła, że album potrzebuje podziału na akty. Interludium przed „911” było skomponowane przez Morgan Kibby, która zgromadziła 26-osobową orkiestrę do nagrania tych kompozycji. Mówiąc o procesie powstania, Kibby powiedziała:

„«Chromatica II» była ostatnią rzeczą, którą skomponowaliśmy i w tamtym momencie było jasne, że Gaga chciała, żeby to było przez «911», które było już skończone. Pamiętam ten moment w studiu bardzo dokładnie, bo (…) ja bez żadnego słowa stanęłam za keyboardem, dodałam smyczkowe dźwięki, które ona sobie wyobraziła i ona zaczęła grać, wymyślając przewspaniały pomysł użycia marcato. Od tego momentu my wygładziliśmy to i skupiłyśmy się na harmoniach i dynamice, żeby mieć pewność, że ma to dobrą energię”.

Po wydaniu albumu przejście między „Chromaticą II” a „911” stało się ulubionym przez fanów i nazwano je jedną z głównych atrakcji albumu. Przejście to zostało użyte w wielu memach, gdzie ludzie użyli go w edytowaniu klasycznych scen z filmów i programów telewizyjnych, innych internetowych memach, frazach i filmikach. Niektórzy próbowali odtworzyć to przejście z innymi piosenkami, ze szczególnym skutkiem z hitem Kylie Minogue „Can’t Get You Out of My Head”.

## Odbiór krytyczny
Stephen Daw z magazynu „Billboard” uplasował „911” jako trzecią najlepszą piosenkę z Chromatici, mówiąc, że ma „bardzo satysfakcjonującą produkcję” oraz „trochę zabawnie mądrych linii”. Spencer Kornhaber z „The Atlantic” uznał tę piosenkę za jeden z wyróżniających się momentów w albumie, nazywając ją „zabawnie robotyczną” piosenką, która „ukazuje nowe niuanse z każdym kolejnym odsłuchaniem”. Jeremy J. Fisette z „Beats Per Minute” nazwał utwór „najmocniejszą piosenką na albumie”. Tom Johnson z „The Line of Best Fit” również uznał tę kompozycję za jedną z głównych atrakcji albumu, pisząc, że wraz z inną piosenką, „Replay”, są one obie „szczere i refleksyjne”.
Evan Sawdey z „PopMatters” pomyślał, że pomimo że „Gaga ukrywa się za vocoderami i wieloma efektami wokalnymi”, piosenka jest jednym z najlepszych momentów albumu. Caryn Ganz z „The New York Times” wyróżnił „mrugającą monotoniczność” piosenki jako jeden z momentów, które najbardziej się jej spodobały z albumu. Mikael Wood z „Los Angeles Times” określił „911” jako „wpadającą w ucho piosenkę”. Sal Cinquemani ze „Slant Magazine” pomyślał, że „zniekształcone wokale” Gagi i „euforyczność przedrefrenu” tworzą „skuteczny kontrast”, zaś Alexa Camp z tego samego magazynu znalazła podobieństwo w „911” do jej poprzednich singli, takich jak „LoveGame” i „G.U.Y.”. Dan Weiss ze „Spin” skrytykował piosenkę za bycie „bez tchu, że nie można zapamiętać (a nawet usłyszeć) hooku”.

## Odbiór komercyjny
Po wydaniu Chromatici, „911” było jednym z najlepiej plasujących się utworów na listach przebojów. W Stanach Zjednoczonych zadebiutowało ono na 1. miejscu listy tygodnika „Billboard” Bubbling Under Hot 100 oraz na 87. miejscu notowania magazynu „Rolling Stone” Top 100. Na innej liście tygodnika „Billboard”, Hot Dance/Electronic Songs, piosenka zadebiutowała na 10. pozycji w zestawieniu z 13 czerwca, a następnie powróciła do tego miejsca po publikacji teledysku. W Kanadzie piosenka uplasowała się na 85. pozycji. Po wydaniu klipu do „911” piosenka zadebiutowała na 64. miejscu w Szkocji oraz 98. pozycji brytyjskiej listy najbardziej pobieranych utworów. Singel uplasował się na 18. miejscu w Serbii oraz 54. w Chorwacji.

## Teledysk

### Koncepcja i rozwój

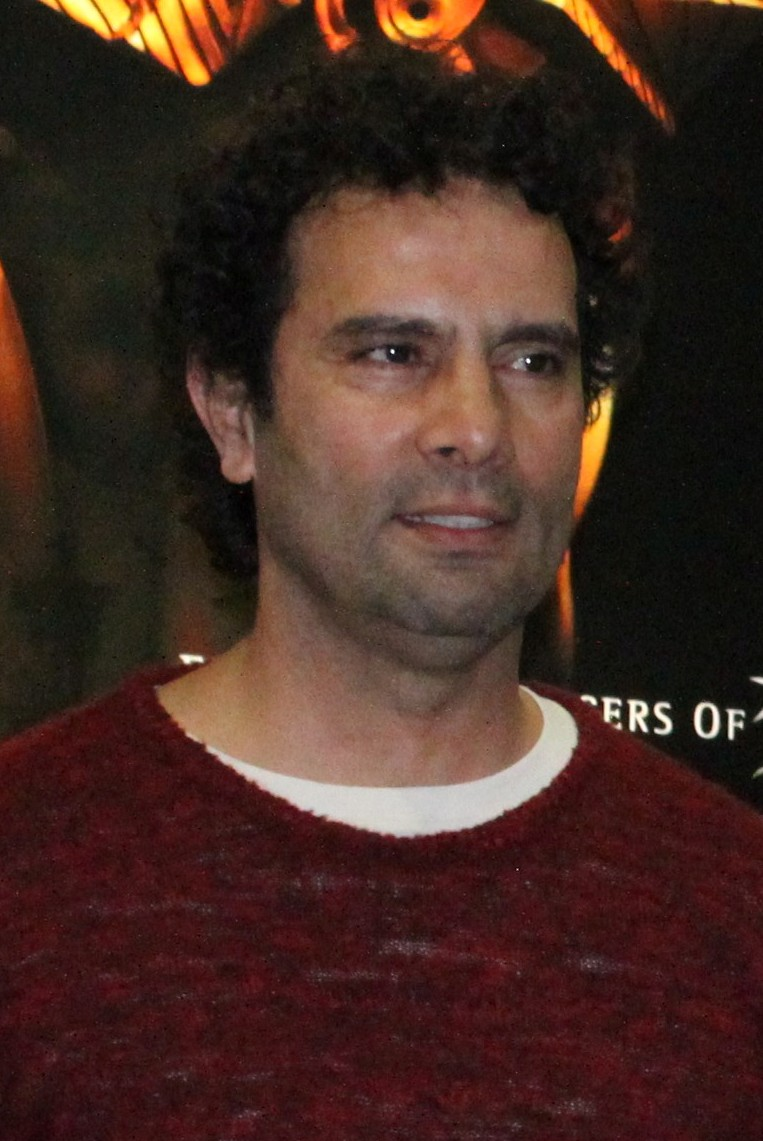
Teledysk został wyreżyserowany przez Tarsema Singha. (zdjęcie z 2011)

Teledysk został wyreżyserowany przez hinduskiego filmowca Tarsema Singha w sierpniu 2020 roku w Valencii obok Santa Clarity w Kalifornii. Wydmy w pierwszej scenie są w San Luis Obispo, a Tarsem usunął morze i zmienił kolor piasku na biały w postprodukcji. Oryginalnie chciał nagrać tę scenę w Nowym Meksyku i użyć prawdziwego miasta zamiast pleneru w ostatniej scenie, ale nie uzyskał potrzebnego pozwolenia przez pandemię koronawirusa. Również przez pandemię wszyscy na planie w Valencii musieli przejść porządne testy i stać z dala od siebie. Kręcenie również było trudne przez to, że postacie nosiły ciasne ubrania na pustyni, na której to było 47 °C (118 °F), przez co niektórzy mdleli. Nicola Formichetti stworzył stroje dla klipu, z czego wiele z nich było zaprojektowanych przez rosyjsko-ormiańską artystkę Karinę Akopyan.
Koncepcja na teledysk była stworzona przez Tarsema, który podzielił się ponadćwierćwiecznym pomysłem z Gagą, gdyż jej „przeżycia bardzo do niego przemówiły”. On chciał użyć tego pomysłu w klipie dla Massive Attack, ale to nie wyszło z powodu konfliktu planowania. Gaga powiedziała, że podczas kręcenia klipu „czuła się bardzo żywa, tworząc go, może nawet bardziej niż w pewnym punkcie tworzenia Chromatici”. Również dodała, że kręcenie wymagało od niej „wrócenia do tych czarnych myśli, kiedy to pisała piosenkę”, ale „ona nie dała się ponieść tym myślom i wróciła z powrotem do pracy”.

Ten krótki film jest bardzo personalny dla mnie, moje doświadczenia ze zdrowiem psychicznym i to jak rzeczywistość oraz marzenia mogą łączyć się, aby stworzyć bohaterów w nas i wokół nas. (…) Coś co kiedyś było moją rzeczywistością, jest teraz filmem, prawdziwą historią, która teraz jest przeszłością, a nie teraźniejszością. To jest poezja bólu.

Teledysk został potwierdzony w artykule opublikowanym 17 września 2020 roku w magazynie „Billboard”, a następnie przez samą piosenkarkę na jej mediach społecznościowych. Klip został opublikowany następnego dnia o godzinie 18:00 czasu polskiego. Oprócz „911”, w teledysku zostały użyte kompozycje „Chromatica II” oraz „Chromatica III”, które są wprowadzeniem do odpowiednio „911” i „Sine from Above”. LG Electronics wydało później ekskluzywną wersję teledysku, razem z komentarzem Tarsema Singha na kanale FOMO, który jest dostępny na smart TV firmy. Dwa miesiące po publikacji teledysku, 18 listopada, Vevo opublikowało wersję „Vevo Footnotes” teledysku, wraz z ciekawostkami o klipie oraz cytatami reżysera oraz piosenkarki. 12 grudnia opublikowała 49. odcinek jej serii Transmission Gagavision, w którym były ukazane sceny kręcenia teledysku do „911”.

### Streszczenie
Teledysk zaczyna się od sceny, gdzie Gaga leży nieopodal zepsutego roweru i owoców granatu rozrzuconych wokół. Postać ubrana na czarno, ujeżdżająca ciemnego konia, wywabia ją z wydm na religijną misję. Wszystko to dzieje się w akompaniamencie „Chromatici II”. Gdy „911” zaczyna grać, Gaga wkracza do placówki misyjnej, w której znajdują się dziwnie ubrani ludzie, w tym mężczyzna, który wali swoją głową o poduszkę do rytmu i kobieta przypominająca Santa Muerte tulącą mumię. W następnych scenach uzdrowiciel i pielęgniarka przyglądają się Gadze na dziedzińcu placówki misyjnej. Próbują oni przekonać Gagę do leczenia, lecz ona cały czas odchodzi od nich. Później w klipie piosenkarka jest w środku placówki, otoczona przez inne postacie, niektóre z nich ustawiają za nią deskę. Następnie uzdrowiciel otwiera pudełko do defibrylacji.
Następnie Gaga odzyskuje świadomość w rzeczywistości oraz zaczyna płakać i krzyczeć. Na afiszu nad wejściem do kina nieopodal jest napisane „ormiański festiwal filmowy”. Ratownicy medyczni ocucili ją po zderzeniu samochodów z jej rowerem. Gdy piosenkarka trochę się uspokaja, ratowniczka się jej pyta o to, czy bierze jakieś leki, na co odpowiada „Nie wzięłam moich tabletek!”. To co zdarzyło się w śnie, jest refleksją plakatów obecnych na ulicy, na której doszło do wypadku.

### Analiza i inspiracje

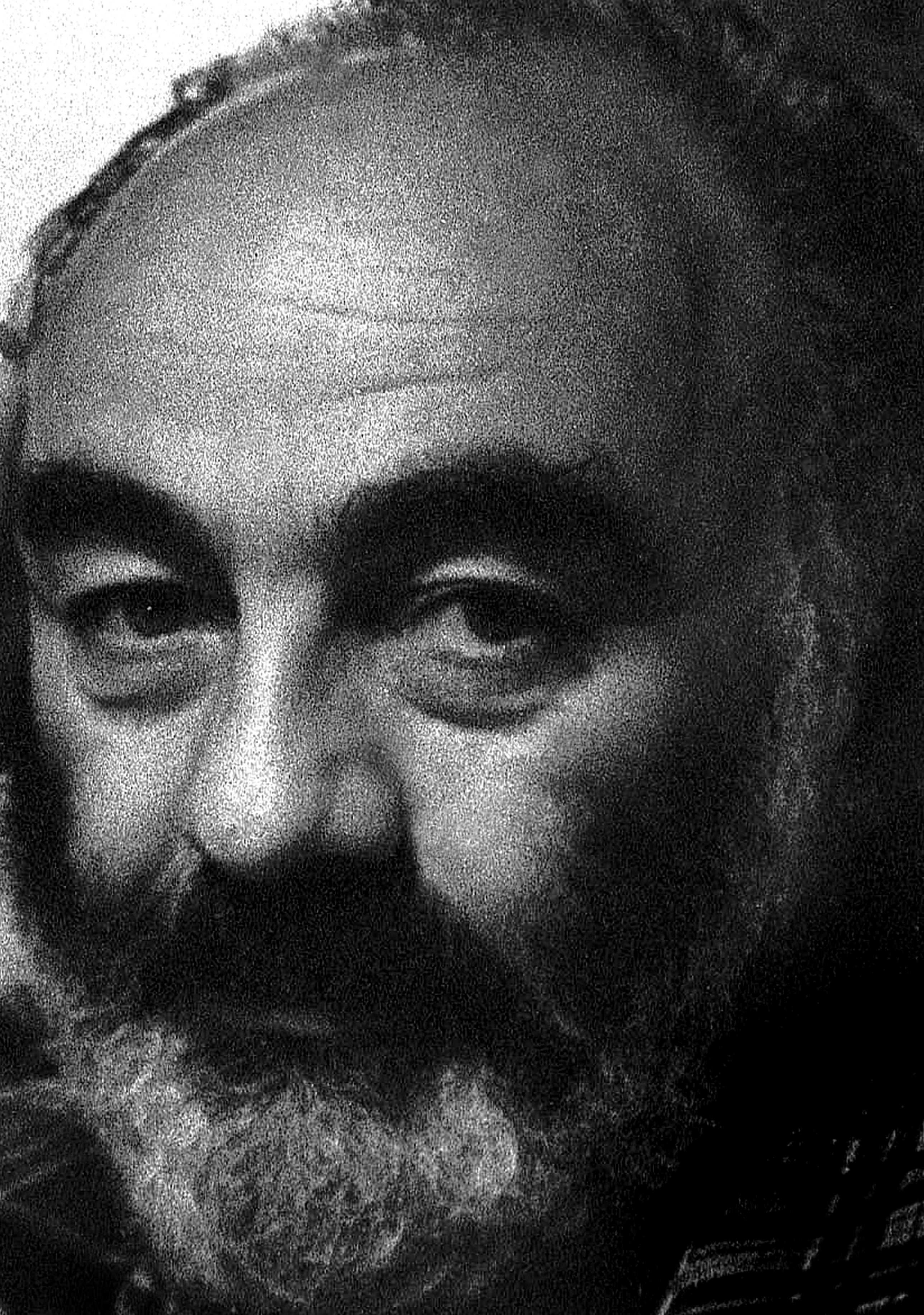
Jedną z głównych inspiracji do teledysku był film Siergieja Paradżanowa (na zdjęciu) Barwy Granatu z 1968 roku.

Poprzez klip, Singh wizualnie odnosi się do sowieckiego filmu Barwy Granatu, wyreżyserowanego przez radzieckiego reżysera pochodzenia ormiańskiego Siergieja Paradżanowa. Gaga wykorzystuje symbole tego filmu w swojej alegorii. Plakat tego filmu pojawia się na scenie z ulicą pod koniec teledysku. Niektóre stroje były zainspirowane stylem malarki Fridy Kahlo, a scena wypadku jest zainspirowana traumatycznym wypadkiem autobusowym, który zainspirował wiele z jej najbardziej rozchwytywanych dzieł. W wideoklipie również znajdują się nawiązania do włoskiego komedio-dramatu „8½” wyreżyserowanego przez Federica Fellini oraz do meksykańsko-amerykańskiego filmu fantasy „Święta góra” wyreżyserowanego przez Alejandro Jodorowsky’ego.
Podobnie do filmu „Czarnoksiężnik z Oz”, postacie pozostają takie same, niezależnie od świata, w którym się znajdują. Czyli postacie, które są na ulicy w rzeczywistości, odgrywają role w śnie. Teledysk zawiera różną symbolikę służącą do wskazania obiektów z rzeczywistego świata, tak jak bransoletka Gagi reprezentująca opaskę uciskową, a lustro pielęgniarki reprezentuje latarki używane przez pracowników medycznych. W ostatniej scenie snu Gagi na jej czole jest wiele blizn w kształcie loga Chromatici, reprezentują one „to co ona przeszła w życiu”, wyjaśniła makijażystka piosenkarki Sarah Tanno. Również jest to nawiązanie do innej piosenki z albumu, „Replay”, która zawiera słowa „blizny na moim umyśle powtarzają się”.

### Odbiór
Justin Curto z „Vulture” napisał, że „Lady Gaga znowu jest nie do rozgryzienia w swoim nowym teledysku (…) z natychmiastowo ikoniczną obsadą z twistem fabularnym, który wymaga godziny oglądania ponownie i teoretyzowania”. Gil Kaufman z tygodnika „Billboard” zwrócił uwagę, że teledysk oddaje hołd sowieckiemu filmowi Barwy Granatu, który był wyreżyserowany przez armeńskiego filmowca Siergieja Paradżanowa, pisząc, że podobnie „wyrzeka się tradycyjnej narracji na rzecz dramatycznych i kolorowych scen pełnych symboliki przykuwającej oko”. Jon Blistein z magazynu „Rolling Stone” opisał klip jako „przyciągającym uwagę koszmarem”. Charlotte Krol z „NME” napisała, że Gaga „po raz kolejny pokazuje swoje wyśmienite aktorstwo” w swoim teledysku. Jazz Tangcay z „Variety” napisał, że „jest dużo do znalezienia” w klipie, mówiąc, że „jest wypełniony symboliką i tym twistem, który zainspirował wiele dyskusji”. Janelle Okwodu z „Vogue” nazwała wideo „oszałamiającym hołdem dla stylu surrealistycznego”, dodając, że „gwiazda daje z siebie wszystko, aby jej teledyski były oryginalne i (…) ona podwyższyła poprzeczkę z niespodziewanym wydaniem «911», (…) krótkim filmem wypchanym pięknymi widokami”. Jenna Ryu z „USA Today” nazwała teledysk „artystycznie pięknym” i wyróżniła, że zawiera on silne kolory i wiele detali oraz podchwytliwą narrację.
Magazyn „Billboard” określił „911” czwartym najlepszym wideoklipem 2020 roku.

## Wystąpienia na żywo
30 sierpnia 2020 roku, Gaga wykonała medley podczas ceremonii rozdania nagród Video Music Awards, w której skład wchodziła kompozycja „Chromatica II” oraz „911”. Wystąpienie zaczęło się od tego, że artystka leżała przykryta kocem w pokoju, oglądając ceremonię Video Music Awards rodem z lat 90. Po tym jak lektorka powiedziała, że „Lady Gaga, która będzie występować na żywo z Chromatici”, Gaga zjechała po rurze, a w tle zaczęła grać „Chromatica II”. Wraz z kontynuacją grania kompozycji, piosenkarka dołączyła do swoich tancerzy i zaczęła śpiewać pierwszą zwrotkę i refren „911”. Piosenkarka była ubrana w jasno-cyjanowy dwuczęściowy strój i miała założoną maskę LED-ową, która reagowała na dźwięk.

## Listy utworów
| Digital download / media strumieniowe – Weiss Remix | Digital download / media strumieniowe – Weiss Remix | Digital download / media strumieniowe – Weiss Remix |
| Nr                                                  | Tytuł utworu                                        | Długość                                             |
| --------------------------------------------------- | --------------------------------------------------- | --------------------------------------------------- |
| 1.                                                  | „911” (Weiss Remix)                                 | 5:43                                                |
|                                                     |                                                     | 5:43                                                |

| Digital download / media strumieniowe – Bruno Martini Remix | Digital download / media strumieniowe – Bruno Martini Remix | Digital download / media strumieniowe – Bruno Martini Remix |
| Nr                                                          | Tytuł utworu                                                | Długość                                                     |
| ----------------------------------------------------------- | ----------------------------------------------------------- | ----------------------------------------------------------- |
| 1.                                                          | „911” (Bruno Martini Remix)                                 | 2:46                                                        |
| 2.                                                          | „911” (Bruno Martini Extended Remix)                        | 3:40                                                        |
|                                                             |                                                             | 6:26                                                        |

| Digital download / media strumieniowe – Sofi Tukker Remix | Digital download / media strumieniowe – Sofi Tukker Remix | Digital download / media strumieniowe – Sofi Tukker Remix |
| Nr                                                        | Tytuł utworu                                              | Długość                                                   |
| --------------------------------------------------------- | --------------------------------------------------------- | --------------------------------------------------------- |
| 1.                                                        | „911” (Sofi Tukker Remix)                                 | 3:46                                                      |
| 2.                                                        | „911” (Sofi Tukker Extended Remix)                        | 4:17                                                      |
|                                                           |                                                           | 8:03                                                      |

## Personel
- Lady Gaga – wokale, tekst
- BloodPop – tekst, produkcja, gitara basowa, bębny, gitara, keyboardy, perkusja
- Madeon – tekst, produkcja, gitara basowa, bębny, gitara, keyboardy, perkusja
- Justin Tranter – tekst
- Benjamin Rice – produkcja wokali, miksowanie, personel studia
- Tom Norris – miksowanie, personel studia
- Elias Inácio – gitara[a]

Źródło:.

## Notowania
| Terytorium        | Notowanie                  | Pozycja | Źr.    |
| ----------------- | -------------------------- | ------- | ------ |
| Chorwacja         | Airplay Radio Char         | 54      | [ 43 ] |
| Francja           | Top Singles                | 141     | [ 65 ] |
| Grecja            | Digital Singles Chart      | 81      | [ 66 ] |
| Kanada            | Canadian Hot 100           | 85      | [ 39 ] |
| Litwa             | Singlų Top 100             | 61      | [ 67 ] |
| Nowa Zelandia     | Hot 40 Singles             | 5       | [ 68 ] |
| Portugalia        | Portugese Singles Chart    | 84      | [ 69 ] |
| Serbia            | Radio Airplay Chart        | 18      | [ 42 ] |
| Stany Zjednoczone | Bubbling Under Hot 100     | 1       | [ 36 ] |
| Stany Zjednoczone | Hot Dance/Electronic Songs | 10      | [ 70 ] |
| Stany Zjednoczone | Rolling Stone Top 100      | 87      | [ 37 ] |
| Szkocja           | Scottish Singles Chart     | 64      | [ 40 ] |
| Wielka Brytania   | UK Download Chart          | 98      | [ 41 ] |
| Włochy            | Singles Chart              | 92      | [ 71 ] |

| Terytorium        | Notowanie                  | Pozycja | Źr.    |
| ----------------- | -------------------------- | ------- | ------ |
| Stany Zjednoczone | Hot Dance/Electronic Songs | 27      | [ 72 ] |

## Historia wydania
| Obszar     | Data             | Format                                | Wersja                  | Wytwórnia  | Źr.    |
| ---------- | ---------------- | ------------------------------------- | ----------------------- | ---------- | ------ |
| Włochy     | 25 września 2020 | contemporary hit radio                | oryginał                | Universal  | [ 8 ]  |
| Cały świat | 4 grudnia 2020   | digital download, media strumieniowe  | Remiks Weissa           | Interscope | [ 9 ]  |
| Cały świat | 4 grudnia 2020   | digital download, media strumieniowe  | Remiks Bruna Martiniego | Interscope | [ 10 ] |
| Cały świat | 4 grudnia 2020   | digital download, media strumieniowe  | Remiks Sofi Tukker      | Interscope | [ 11 ] |
| Holandia   | 4 grudnia 2020   | contemporary hit radio                | Remiks Sofi Tukker      | Interscope | [ 12 ] |
| Cały świat | 23 grudnia 2020  | digital download · media strumieniowe | Remiks Madeona          | popculture | [ 13 ] |